# .222 Remington Magnum
.222 Remington Magnum — винтовочный патрон центрального воспламенения разработанный компанией Remington Arms в 1958 году на основе популярного калибра .222 Remington для ВС США. Не был принят на вооружение, но нашёл своё распространение на гражданском рынке как спортивный боеприпас. В 60-х годах был вытеснен более компактным патроном .223 Remington. По информации на 2007 год единственным производителем этого боеприпаса остаётся компания Cooper Firearms of Montana.
Впоследствии конструкция .222 Remington Magnum оказала существенное влияние на разработку высокоскоростного патрона .204 Ruger.

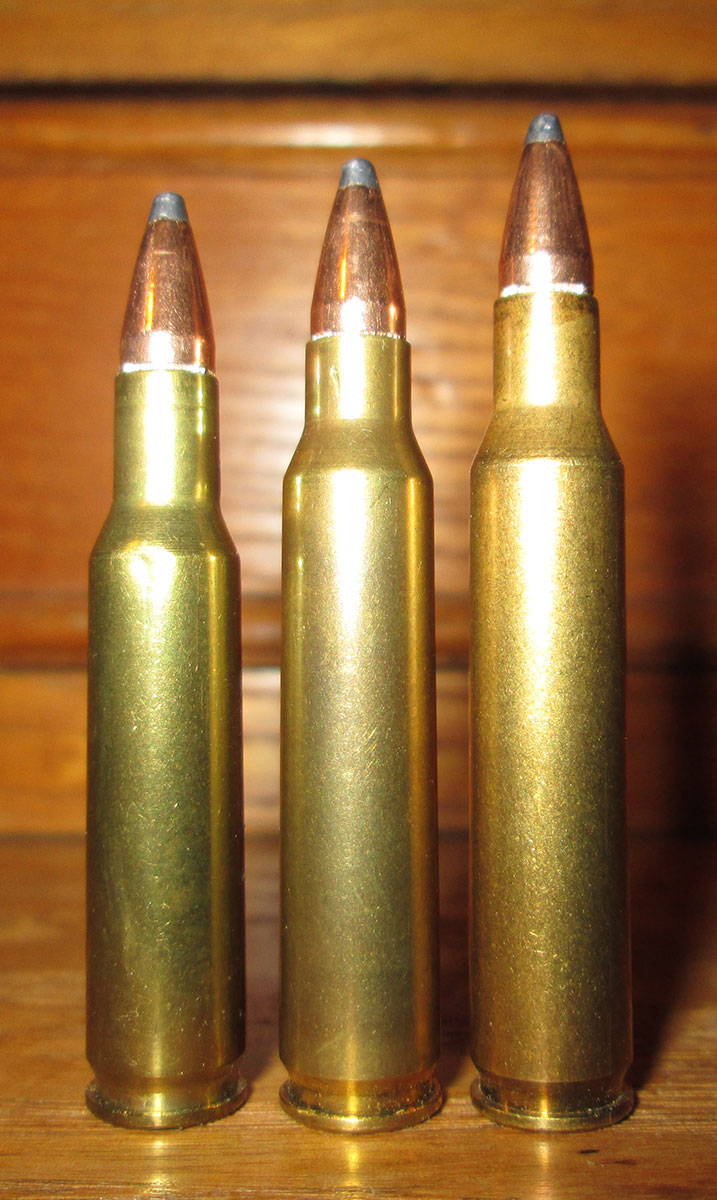
.222 Remington, .223 Remington, .222 Remington Magnum